# 현공황후
현공황후 왕씨(顯恭皇后 王氏, 1084년 ~ 1108년 11월 1일(음력 9월 26일))는 북송 휘종(徽宗)의 첫번째 황후이며, 흠종(欽宗)의 생모이다. 정화황후(靜和皇后) 라고도 한다.

## 생애
개봉 출신이며, 아버지는 덕주자사 왕조(王藻)이다. 1099년 6월, 휘종이 즉위 전 단왕(端王) 시절일 때, 그와 혼인하여 순국부인(順國夫人)에 봉해졌다. 1100년 2월, 휘종이 즉위하자 황후로 책봉되었고 같은 해 5월 아들 흠종을 낳았다. 다른 비빈들에 비해 용모가 평범하여 휘종은 귀비 정씨와 왕씨를 총애하였다. 왕 황후는 공손하고 검약하였으며 휘종과의 사이에서 흠종과 영덕제희(榮德帝姬)를 낳았다.
1108년 25세의 나이로 붕어하였다. '정화(靜和)'의 시호를 받았으며 영유릉(永裕陵)에 묻혔다. 남송 고종 대에 휘종의 묘실에 배향되었으며 시호도 '현공(顯恭)'으로 개칭되었다.

## 가계

### 부모
- 아버지 : 왕조(王藻)

### 남편
- 휘종(徽宗, 1082년 ~ 1135년) : 북송의 제8대 황제

### 자녀
- 자 : 흠종(欽宗) 조환(趙桓, 1100년 ~ 1161년) : 북송의 마지막 황제
- 녀 : 영덕제희(榮德帝姬) 조금노(趙金奴, 1103년 ~ ? )